# Vallagarina
Il nome Vallagarina o Val Lagarina (Lagertal in tedesco) identifica l'ultimo tratto tra i monti della valle percorsa dal fiume Adige.

## Geografia
Il limite superiore è fissato comunemente all'altezza dei "Murazzi", stretta della valle poco a nord del paese di Besenello, circa 10 chilometri a sud di Trento; a nord di essa la valle prende il nome di Val d'Adige. Il limite inferiore è lo sbocco nella pianura Padana del fiume presso la chiusa di Ceraino. 
Le parti più a nord della valle in cui scorre l'Adige sono chiamate Val Venosta tra le sorgenti e Merano, e Val d'Adige tra Merano e l'inizio della Vallagarina. Come la Val d'Adige, anche la Vallagarina è di origine glaciale. Dal punto di vista orografico, la valle separa le Prealpi Bresciane e Gardesane ad ovest dalle Prealpi Venete ad est. Essendo entrambi massicci prevalentemente calcarei, sono sovente presenti fenomeni carsici.

## Storia
Nella parte nord della valle, in località Lavini di Marco presso Rovereto, sono visibili le orme di dinosauri attribuibili, tra gli altri, a teropodi (dinosauri carnivori) simili a Dilophosaurus e a vari erbivori sia bipedi (ornitopodi), sia quadrupedi (sauropodi). Esse risalgono al periodo Giurassico, più precisamente ad un lasso di tempo compreso tra i 190 e i 200 milioni di anni fa. La stessa località è citata da Dante Alighieri nel canto XII dell'Inferno e ricordata in una iscrizione posta su un enorme masso come "la ruina che nel fianco di qua da Trento l'Adice percosse o per tremoto o per sostegno manco"' a causa della grande frana, la slavina dei Lavini, che si abbatté sulla sinistra orografica dell'Adige ostruendone il corso e formando una grande area lacustre presente per molti secoli seguenti. 
La presenza romana è attestata fin dal I secolo a.C., come dimostrano i resti del Covelo di Rio Malo ai Piccoli di Lavarone, sito archeologico costituito da una piccola grotta di 30 m di profondità che serviva come postazione per il controllo delle merci in transito.
Con l'avvento del Cristianesimo la valle fu inglobata nella diocesi di Trento. Tuttora è visibile dall'altopiano di Lavarone scendendo verso la pianura veneta (seguendo quella che un tempo era la via dell'ancino) un manufatto di origine naturale detto sass dei 3 vescovi, che serviva a delimitare le diocesi confinanti.
Dall'XI secolo, fino all'occupazione napoleonica, la valle è sotto il dominio del Principato vescovile di Trento.
Nel XIII secolo per volere del vescovo Federico Vanga si decise di riconoscere la comunità dei Cimbri, provenienti dalla provincia di Vicenza.
Nel XV secolo si ripeterono tentativi di penetrazione militare, ed anche culturale, da parte della Repubblica di Venezia, che riuscì a conquistare Rovereto ed a mantenerne il possesso dal 1416 al 1509. La sconfitta nella battaglia di Calliano del 1487 e nella successiva guerra del 1508-1509 posero fine alle ambizioni espansionistiche della Serenissima e riconsegnarono ai vescovi di Trento il dominio sull'intera valle. Tuttora ogni anno a Calliano si commemora la battaglia, nella quale le truppe trentine, alleate ai conti del Tirolo, sconfissero i veneziani comandati da Roberto Sanseverino, le cui spoglie furono tumulate nel duomo di Trento.
Nel XIX secolo, con la Restaurazione, la valle passò sotto il dominio austriaco, entrando a far parte della contea del Tirolo. Vi si sviluppò il movimento irredentista. Fu teatro di battaglie durante la Grande guerra, essendovi presenti numerosi forti costruiti dall'Impero Austroungarico per difendere i propri confini. Al termine della guerra passò definitivamente all'Italia.

## Luoghi d'interesse
- Borghetto sull'Adige, frazione del comune di Avio, un tempo era sede della dogana austriaca e confine tra il Regno d'Italia e l'Impero austro-ungarico.
- Presso Albaredo, lungo la strada forestale di collegamento con i Lavini di Marco, esiste un "fungo di roccia"[1], formatosi in seguito ad un particolare fenomeno di erosione.
- Tra il Cornetto e Besenello è sito il parco della Scanuppia, un tempo proprietà dei Conti Trapp, nel quale sopravvive il gallo cedrone, uccello tetraonide sempre più raro sulle Alpi.
- Castello di Sabbionara, dominio dei Conti di Castelbarco oggi comune di Avio e patrimonio F.A.I.
- Il Fortino d’Italia, lascito medievale sito ad Ala e scenario della battaglia della presa di Ala, prima città Redenta nel radioso maggio del 1915

## Economia
Nella valle è molto diffusa la viticoltura. Sono vini autoctoni:
- Enanzio Lagarino: noto agli antichi come Oenanthium[2], è il più importante vitigno a bacca rossa della Terra dei Forti, area vinicola nella bassa Vallagarina.
- Faja Tonda-Casetta: è considerato tra i più antichi vitigni a bacca rossa, produce vini destinati al lungo invecchiamento. Abbandonata la coltivazione negli anni sessanta, oggi ne sopravvivono solo alcuni ettari nei comuni di Ala e Avio.
- Marzemino d'Isera: le uve sono coltivate a pergola e vinificate in rosso con breve contatto con le bucce; il colore si presenta di un rosso rubino brillante, il profumo delicato ed intenso, ricorda la viola mammola. Il sapore è secco, armonico, equilibrato, gradevolmente amarognolo.

Pregevole è anche l'industria del miele. Procedendo da Folgaria verso Lavarone si ripercorre la celebre strada del miele in ricordo delle numerose qualità prodotte.
La ricca economia della valle si completa con la pastorizia, l'allevamento e l'agricoltura:
- tuttora a Luserna, al confine col Veneto, sono visibili le grabbe, pietre conficcate nel terreno che servivano ai pastori locali per delimitarne le attività;
- una valle degli orti tutta trentina è presente in val di Gresta, dedicata alle colture biologiche.
- dal 23 al 24 ottobre a Brentonico si celebra la festa delle castagne DOC di Castione.

## Arte e cultura
Rovereto è ricordata proverbialmente come "città della guerra" dal nome dell'omonimo museo che raccoglie cimeli della prima guerra mondiale e retoricamente come "città della pace" dal nome della Campana dei Caduti, una delle più grandi del mondo con i suoi 3,2 metri di diametro, visibile sul colle di Miravalle. Dal forte Belvedere Gschwent di Lavarone, oggi trasformato in museo della guerra e visitabile, nel 1916 prese il via la Strafexpedition, cioè la spedizione punitiva degli austriaci contro l'esercito italiano che diede luogo a sanguinose battaglie. Sul colle Dante presso Lizzana è stato eretto il Sacrario militare di Castel Dante che conserva le spoglie di circa 20.000 caduti di tutte le nazionalità.
La valle è famosa per i suoi castelli: Castello di Rovereto, Castel Beseno, Castel Pietra, Castello di Avio (dove sono raffigurate delle scacchiere sulle pareti con delle lettere alfabetiche incise, che i prigionieri erano costretti a indovinare prima della pronuncia della sentenza, che era formulata in base alla parola data), Castello di Castellano, Castel Noarna.
Meta di pellegrini sono il santuario di S. Valentino ad Ala, che è ricordato per un miracolo avvenuto quando un boscaiolo cadde illeso insieme al proprio carro mentre passava sopra la Gola dei Fusi, il Santuario della Madonna della Corona raggiungibile tramite il sentiero del pellegrino nella frazione di Brentino e, poco distante da Folgaria, presso la torbiera Ecchen, il santuario della Madonna delle Grazie, che nel 1955 fu proclamata protettrice degli sciatori.
Ogni anno si celebrano varie manifestazioni a livello locale:
- a Guardia di Folgaria gli artisti di murales si incontrano per esprimere il senso di comunità sui muri delle case.
- a Serrada ogni anno si rinnova il Carnevale futurista per ricordare Fortunato Depero, artista noneso vissuto a lungo a Rovereto, dove esiste un museo a lui dedicato.

## Vie di comunicazione

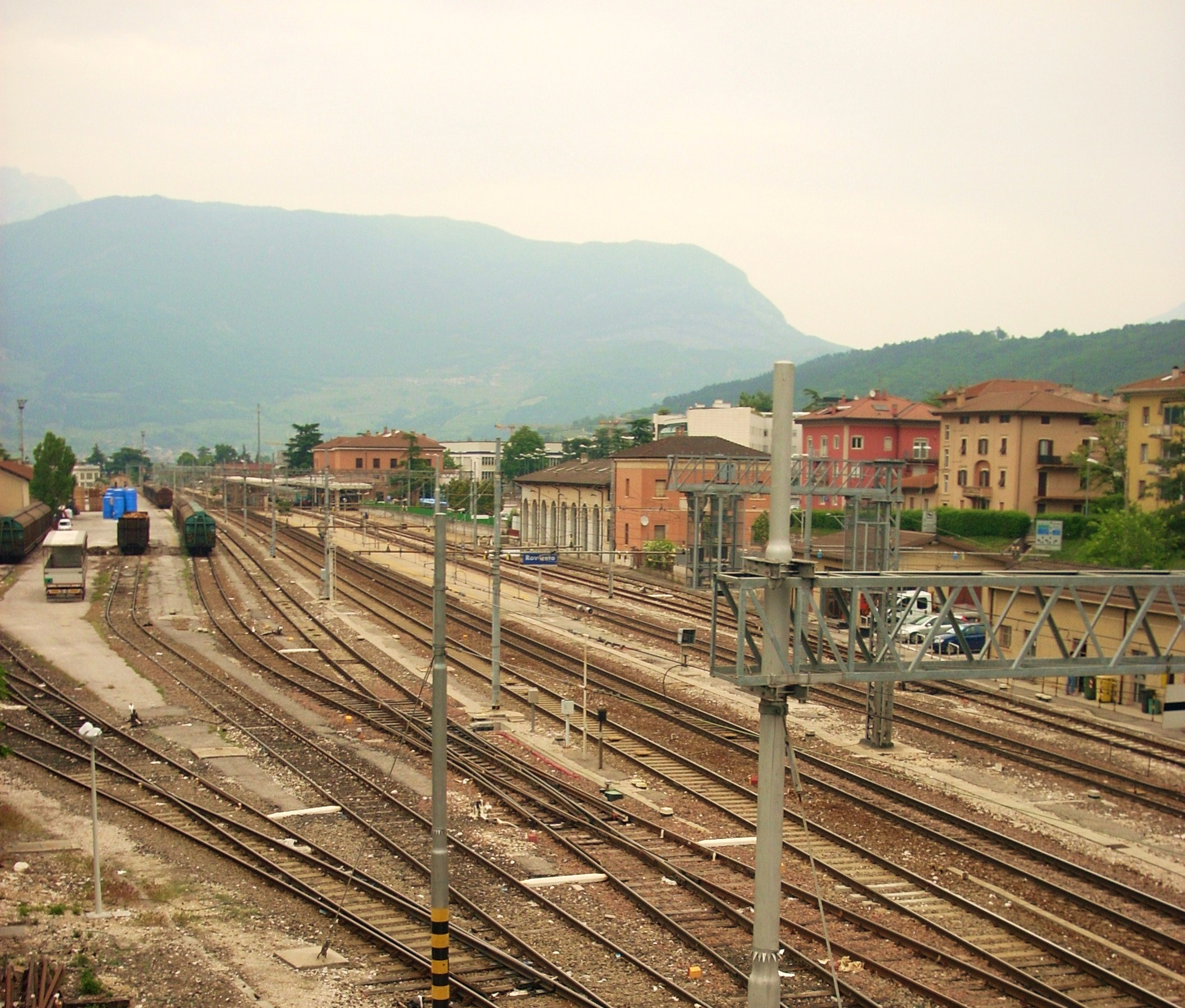
La stazione ferroviaria di Rovereto

### Autostrade, Strade statali e provinciali
- L'Autostrada A22
- La Strada statale 12 dell'Abetone e del Brennero
- Un tratto della Strada statale 240 di Loppio e di Val di Ledro
- La Strada Provinciale 90, detta anche Destra Adige, poiché percorre la valle parallelamente alla SS 12, ma dall'altra parte dell'Adige, da Trento ad Affi
- La Strada provinciale 45, che collega Isera a Villa San Felice (Mori)
- La Strada provinciale 20 del Lago di Cei
- L'inizio della Strada statale 46 del Pasubio

### Ferrovie
- Ferrovia del Brennero
- La Ferrovia Mori-Arco-Riva, che arrivava sino a Rovereto, è stata dismessa nel 1936.

## Comuni appartenenti

### Provincia di Trento

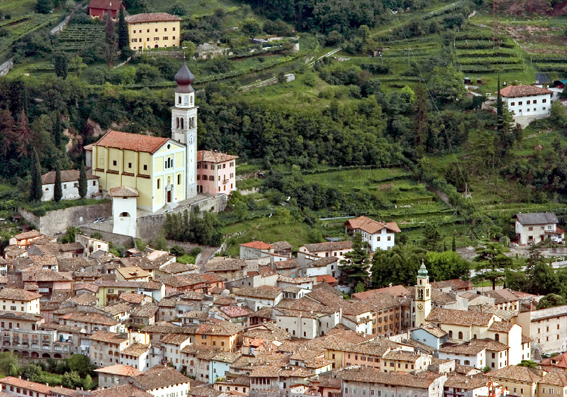
Ala

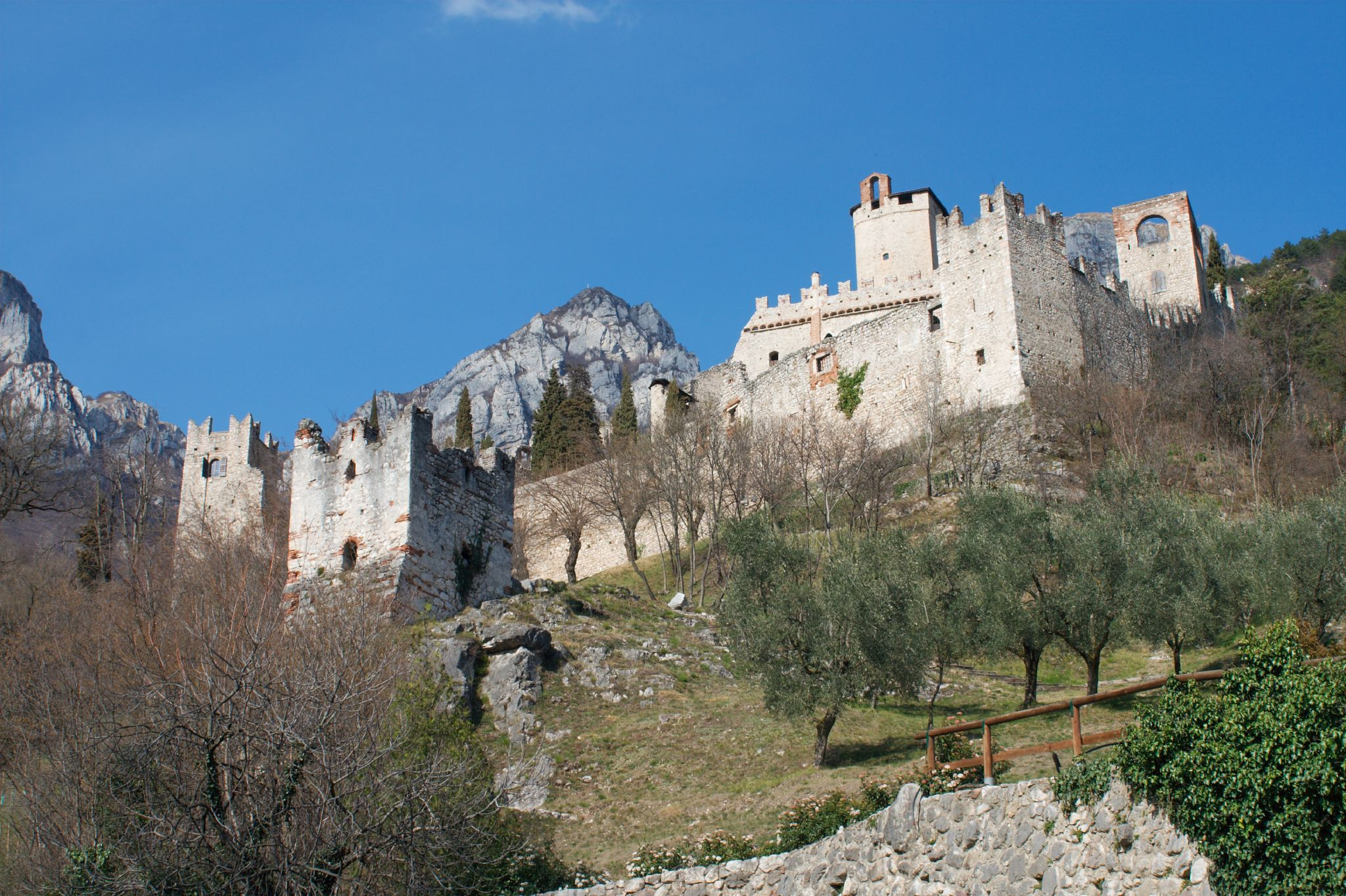
Castello di Avio

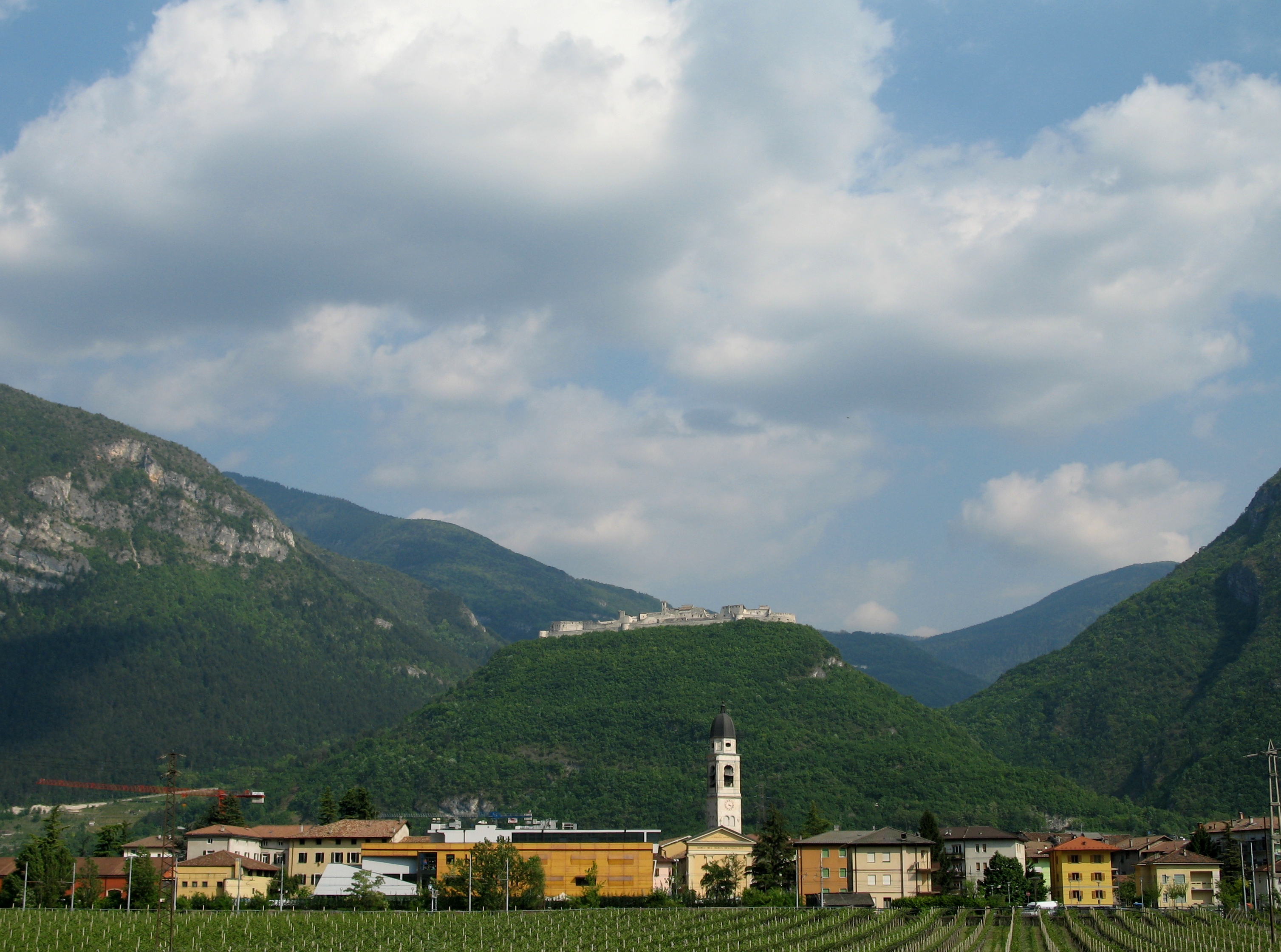
Calliano e Castel Beseno

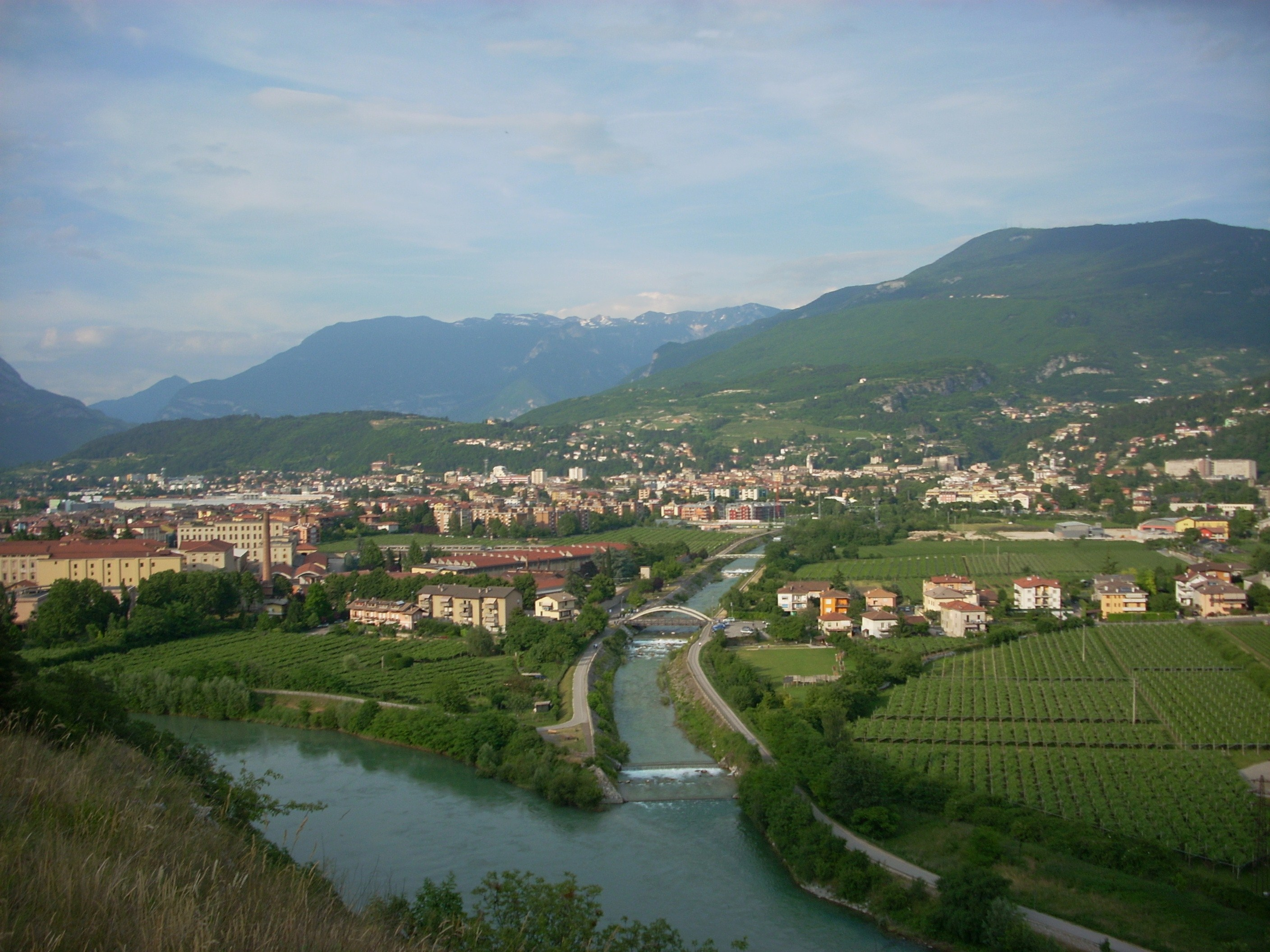
Rovereto

| Stemma | Comune         | Abitanti |
| ------ | -------------- | -------- |
|        | Ala            | 8.819    |
|        | Avio           | 4.132    |
|        | Besenello      | 2.799    |
|        | Calliano       | 2.041    |
|        | Isera          | 2.804    |
|        | Mori           | 10.208   |
|        | Nogaredo       | 2.072    |
|        | Nomi           | 1.352    |
|        | Pomarolo       | 2.451    |
|        | Rovereto       | 40.077   |
|        | Villa Lagarina | 3.881    |
|        | Volano         | 3.118    |

Nota: 

### Provincia di Verona
| Stemma | Comune           | Abitanti |
| ------ | ---------------- | -------- |
|        | Dolcè            | 2.528    |
|        | Brentino Belluno | 1.342    |